# El Quisco
El Quisco est une ville et une commune du Chili faisant partie de la Province de San Antonio, elle-même rattachée dans la région de Valparaiso.

## Géographie

### Situation
La commune d'El Quisco est située au bord de l'Océan Pacifique entre les communes de Algarrobo, Casablanca à l'est et El Tabo au sud. C'est essentiellement une station balnéaire fréquentée grâce à la proximité de la capitale Santiago.

### Démographie
En 2016, sa population s'élevait à 11 329 habitants. La superficie de la commune est de 51 km2 (densité de 222 hab./km2).

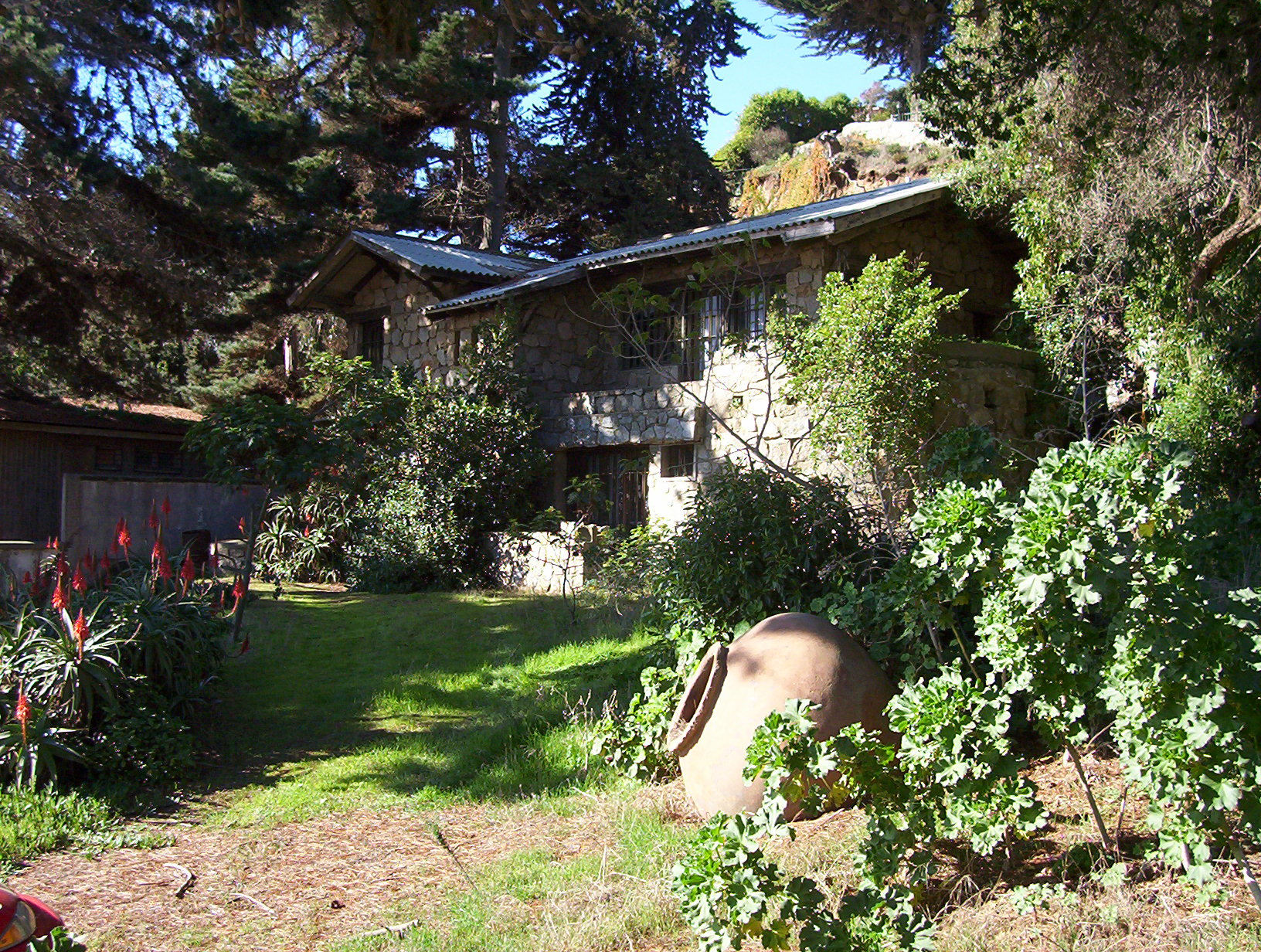
Maison de Isidoro Dubournais.
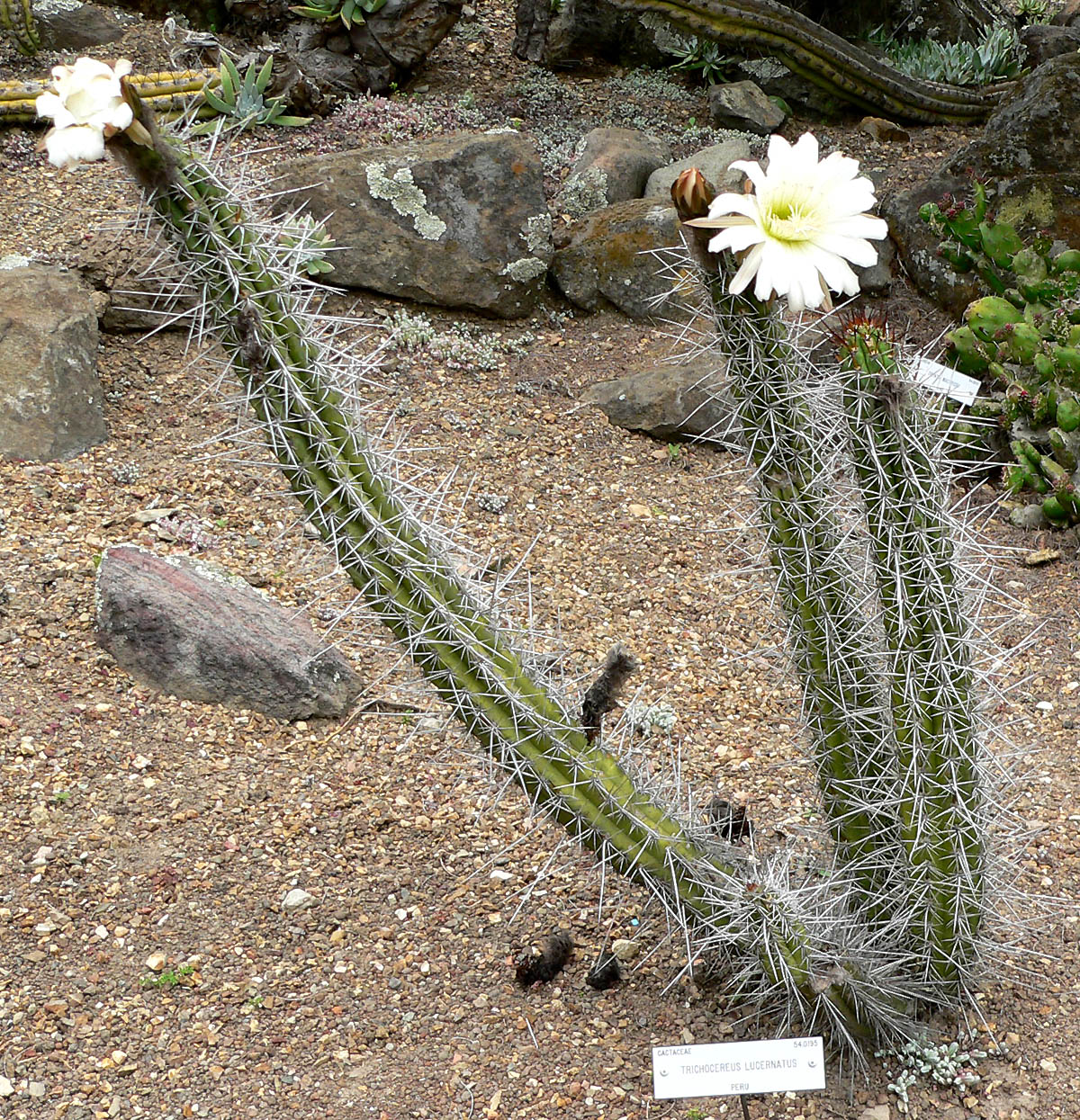
Espèce de cactus qui a donné son nom à la commune.
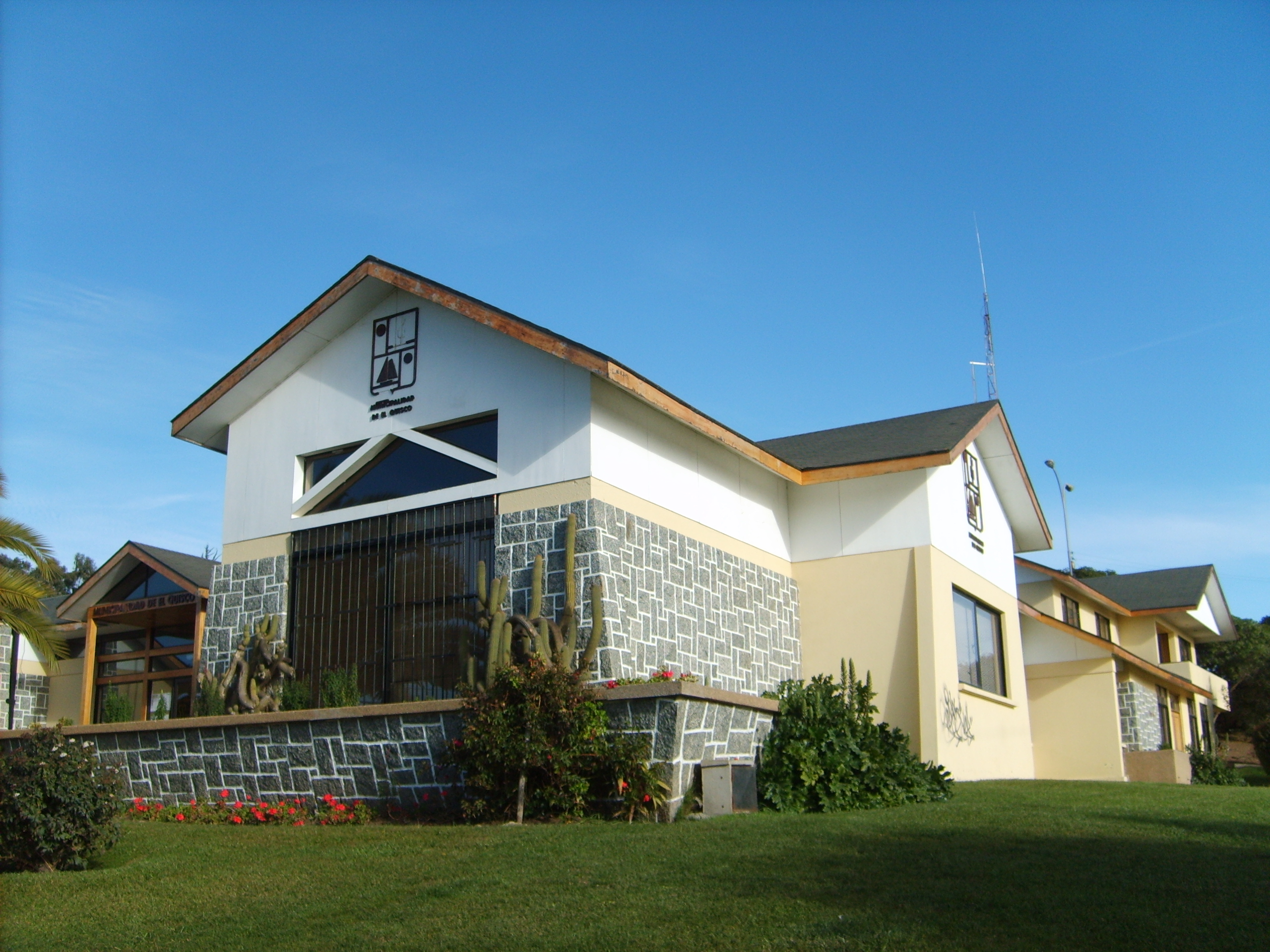
Bâtiment de la municipalidad d'El Quisco.

Position de El Quisco (en rouge) au sein de la Région de Valparaiso.